# Tanssit On Loppu Nyt
Tanssit On Loppu Nyt – album studyjny Karjalan Sissit, wydany w czerwcu 2006 roku przez wytwórnię Cyclic Law.

## Lista utworów
1. „Tää On Katastroofi, Saatana” – 4:55
2. „Kiitän Puolestani” – 3:02
3. „Någon Vacker Dag Får Du Smaka På Finn Yxan Jävla Rip-Off Gubbe” – 2:44
4. „Tanssit On Loppu Nyt” – 4:32
5. „...Ja Verkkaritkin Haisee Koskenkorvalle” – 4:08
6. „Viinanjuontikoulun Viimeinen Oppitunti: Miltä Lyhyt Ryyppy Tuntuu” – 4:40
7. „Kuolema Tulloo” – 3:29
8. „Oikein Erityisellä Lämmöllä” – 1:51
9. „Valkoinen Sisar” – 2:56